# Internazionali di Francia 1929
Gli Internazionali di Francia 1929 (conosciuti oggi come Open di Francia o Roland Garros) sono stati la 34ª edizione degli Internazionali di Francia di tennis. Si sono svolti sui campi in terra rossa dello Stade Roland Garros di Parigi in Francia.
Il singolare maschile è stato vinto da René Lacoste, che si è imposto su Jean Borotra in cinque set col punteggio di 6–3, 2–6, 6–0, 2–6, 8–6. Il singolare femminile è stato vinto da Helen Wills Moody, che ha battuto in due set Simonne Mathieu. Nel doppio maschile si sono imposti René Lacoste e Jean Borotra. Nel doppio femminile hanno trionfato Lilí de Álvarez e Cornelia Bouman. Nel doppio misto la vittoria è andata a Eileen Bennett Whittingstall in coppia con Henri Cochet.

## Seniors

### Singolare maschile
René Lacoste ha battuto in finale  Jean Borotra con il punteggio di 6–3, 2–6, 6–0, 2–6, 8–6.

### Singolare femminile
Helen Wills Moody ha battuto in finale  Simonne Mathieu con il punteggio di 6–3, 6–4.

### Doppio maschile
René Lacoste /  Jean Borotra hanno battuto in finale  Henri Cochet /  Jacques Brugnon con il punteggio di 6–3, 3–6, 6–3, 3–6, 8–6.

### Doppio femminile
Lilí de Álvarez /  Cornelia Bouman hanno battuto in finale  Bobbie Heine /  Alida Neave con il punteggio di 7–5, 6–3.

### Doppio misto
Eileen Bennett Whittingstall /  Henri Cochet hanno battuto in finale  Helen Wills Moody /  Frank Hunter con il punteggio di 6–3, 6–2.